# تپه پور سوقلی
تپه پور سوقلی مربوط به دوره اشکانیان است و در شهرستان اردبیل، بخش مرکزی، دهستان بالغلو، روستای قاسم قشلاقی واقع شده و این اثر در تاریخ ۲۷ بهمن ۱۳۸۷ با شمارهٔ ثبت ۲۴۵۱۶ به‌عنوان یکی از آثار ملی ایران به ثبت رسیده است.